# 2 Piscium
2 Piscium är en orange jätte i stjärnbilden  Fiskarna. 
2 Psc har visuell magnitud +5,43 och är synlig för blotta ögat vid någorlunda god seeing. Den befinner sig på ett avstånd av ungefär 300 ljusår.